# Músculo estilofaríngeo
O músculo estilofaríngeo  é um músculo esquelético que se estende entre o processo estilóide do osso temporal e a faringe.
A estilofaringe é um músculo longo e fino. Eleva a laringe, a faringe e dilata a faringe para permitir a passagem de comida, facilitando assim a deglutição. É o único músculo da farínge inervado pelo nervo glossofaríngeo.